# Адамово яблоко (телепередача)
«Адамово яблоко» — телепередача, выходившая на ленинградском телевидении. Первый выпуск состоялся в 1991 году. «Адамово яблоко» стала первым в СССР мужским телевизионным журналом (своеобразным аналогом Playboy). В передаче рассказывалось о светской жизни Ленинграда (позже — Санкт-Петербурга), спорте, автомобилях, оружии, о женщинах и о мужчинах.
В 1991—1995 годах программа выходила на Пятом канале, в 1996—1998 годах — на РТР. Выходило также музыкальное приложение к передаче «Адам и Ева плюс», причем содержание программы не слишком соответствует названию, так как в данном словосочетании «Ева» означает радиостанцию «Европа плюс».
Известность к программе пришла благодаря рубрике «Анекдоты от Адама до наших дней», в которой начали свою совместную телевизионную карьеру Юрий Стоянов и Илья Олейников. Двумя годами позже оба актёра станут главными ведущими отдельной юмористической телепередачи «Городок».

## Рубрики
- Обзор писем: от П/я до А.Я.
- Анекдоты от Адама до наших дней[1][9]
- Советы холостякам
- Беседа с доктором Щегловым[10][11]
- Эх, яблочко
- Яблочный пирог
- Мужчины и …